# ジョン・ミルジャン
ジョン・ミルジャン（John Miljan、1892年11月9日 - 1960年1月24日）は、アメリカ合衆国の俳優。

## 主な出演作品
- 恋人 Lovers (1927)
- 平原児 The Plainsman (1936)
- ファスト・アンド・フューリアス Fast and Furious (1939)
- バターンを奪回せよ Back to Bataan (1945)